# バークレイズ・センター
バークレイズ・センター（Barclays Center）はニューヨーク市ブルックリン区に位置する屋内競技場、多目的ホール。

## 概要
2004年にブルックリン・ネッツの新本拠地として建設計画が立案され、当初の予定では2006年に完成が予定されていたが、資金繰りの問題で着工が遅れた。着工前の2007年にバークレイズが20年契約、総額4億ドルの命名権を取得。2009年9月にロシア人実業家のミハイル・プロホロフが出資者になったことで、2010年3月に建設開始。
2012年1月に落成し、9月21日に一般公開。9月28日にはこけら落としとしてジェイ・Zの公演が行われた
2012年10月20日、オスカー・デ・ラ・ホーヤのゴールデンボーイプロモーションズが初めてのボクシング興行を開催。
2013年8月25日には当地で第30回MTV VMAが開催された。
NHLのニューヨーク・アイランダースは当地に2015-16シーズンに移転し、ホームリンクアリーナとして使用していたが、2017年12月、アイランダースの新アリーナとなるUBSアリーナがベルモントパーク競馬場の敷地に建設されることが決定し、2021年に移転した。